# Barrington "Bo" Henderson
Barrington Scott "Bo" Henderson (n. 10 iunie 1956, Washington⁠(d), Pennsylvania) este un cântăreț afroamerican de muzică R&B. Fost membru al trupei R&B Lakeside, Henderson a fost de asemenea membru al formației The Dramatics pentru un an înainte de a deveni solist vocal al grupului The Temptations între 1998 și 2003. Henderson l-a înlocuit pe Theo Peoples ca unul din soliștii vocali ai trupei. Henderson a părăsit The Temptations în 2003. 